# Kim Wilde
Pour les articles homonymes, voir Wilde et Smith.
Kim Smith, dite Kim Wilde [ˈkɪm waɪld], est une chanteuse pop britannique née le 18 novembre 1960 à Chiswick dans l'ouest de Londres. Elle a connu ses plus grands succès dans les années 1980 et au début des années 1990. Elle a vendu, depuis 1981, plus de 32 millions de disques dans le monde.
En France, ses titres les plus connus ont été Kids in America (16e meilleure vente de l'année 1981), Cambodia (7e meilleure vente de l'année 1982) et You Came (5e au Top 100 pendant deux semaines en 1988). Aux États-Unis, sa reprise de 1986 de You Keep Me Hangin' On des Supremes a atteint la première place du Billboard Hot 100.
En 2003, sa reprise de Anyplace, Anywhere, Anytime (en) en duo avec Nena se classe dans le Top 10 dans cinq pays en Europe, dont les Pays-Bas où la chanson est numéro un pendant cinq semaines.

## Biographie

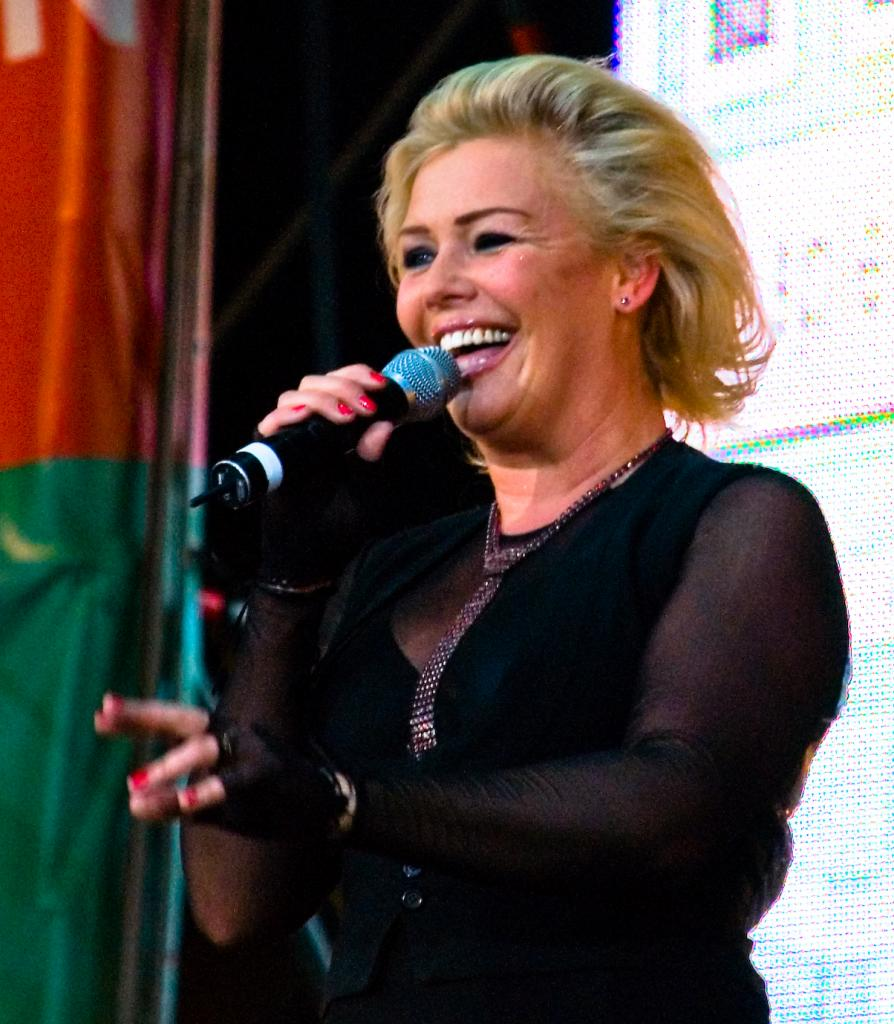
Kim Wilde à Francfort (Allemagne) en 2007.

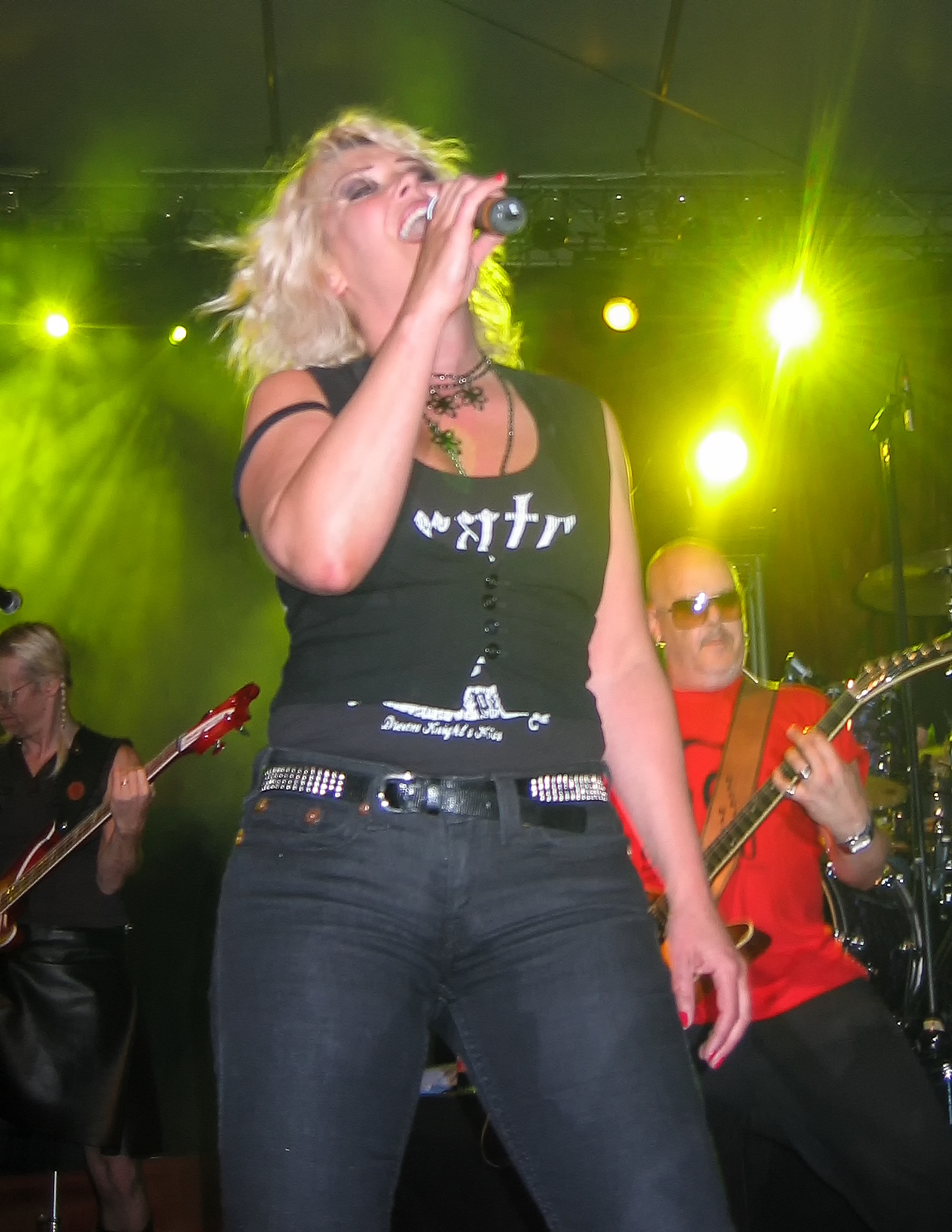
Kim Wilde en 2007.

Kim Wilde est née à Chiswick, un quartier du district londonien de Hounslow. Son père est le rocker des années 1950 Marty Wilde (de son vrai nom Reginald Smith) et sa mère est Joyce Baker, ancien membre des chanteuses et danseuses The Vernons Girls (en). Kim Wilde achève ses études au St Albans College of Art and Design en 1980.
Elle commence sa carrière de chanteuse en janvier 1981 en pleine vague new wave avec le titre Kids in America, qui est instantanément un succès : numéro 2 dans les charts britanniques, dans le top 5 de tous les pays d'Europe et même 25e du classement Billboard Hot 100 aux États-Unis. Sur la couverture de son premier album, Kim Wilde, la chanteuse apparaît aux côtés de ses musiciens, son frère cadet Ricky Wilde, par ailleurs coproducteur, coauteur et arrangeur du groupe, James Stevenson et Calvin Hayes, ce qui sera interprété par certains comme une tentative de récupérer l'esthétique et le succès du groupe Blondie[réf. nécessaire]. Sa carrière est lancée et elle devient une icône sexy.
Parmi ses succès ultérieurs, notons : Chequered Love, Cambodia, toujours en 1981, View From a Bridge en 1982 et Love Blonde en 1983, You Keep Me Hangin' On en 1986 (reprise des Supremes), ou encore You Came en 1988.
En 1985, Laurent Voulzy lui consacre une chanson : Les Nuits sans Kim Wilde.
Parallèlement à la musique, Kim Wilde mène une carrière d'horticultrice et a dessiné de nombreux jardins. Elle publie deux livres sur le jardinage. En 2001, elle participe à l'établissement du record du monde de la transplantation du plus gros arbre, quand un platane de 18 mètres est transporté de Belgique jusqu'à Warrington (l'arbre est tombé lors d'une tempête en 2007).
Le 1er septembre 1996, elle épouse l'acteur Hal Fowler, avec lequel elle a deux enfants : Harry Tristan (3 janvier 1998) et Rose Elisabeth (13 janvier 2000). Le 21 décembre 2022, un communiqué commun de Kim Wilde et Hal Fowler paru sur Twitter, annonce la séparation du couple en bon terme et d’un commun accord.

## Carrière: ses albums studio

### Kim Wilde(1981 - RAK Records)
Le premier album de Kim Wilde sort alors qu'elle a vingt ans, et fait d'elle la popstar féminine la plus populaire d'Europe en quelques mois à peine. La plupart des musiques de cet album sont interprétées par le groupe de rock symphonique The Enid et les chansons sont toutes écrites par Marty Wilde et Ricky Wilde, ce dernier se chargeant de la production de l'album.
Sur le plan musical, l'album est surtout orienté vers le rock, compte tenu de la participation de The Enid, mais il contient également un morceau reggae (Everything We Know) et des arrangements aux cuivres sur 2 6 5 8 0. Au niveau des paroles, Marty Wilde amène quelques surprises : en dehors des chansons d'amours, racontant souvent des ruptures (Falling out, You'll never be so wrong), il y a aussi une chanson sur ce petit nombre de personnes qui souffrent en permanence de la sensation de bruit dans leur tête (Water On Glass), sur la décrépitude des villes (Our Town) et une chanson sur une théorie selon laquelle le son est vivant (Tuning In Tuning On). Kids In America et Chequered Love connaissent un grand succès dans toute l'Europe, le premier étant devenu depuis une pop-song classique.
L'album entre dans les « charts » britanniques en 10e position, progressant dans le Top 3 la semaine suivante. Pendant la promotion de l'album, le groupe de Kim Wilde est formé de Ricky Wilde, James Stevenson et son futur petit ami Calvin Hayes, ceux-ci apparaissant sur la pochette de l'album. Kim Wilde précisera plus tard qu'à cette époque, il était difficile pour une femme de lancer toute seule une carrière sérieuse dans la musique pop, et que le groupe était affiché sur la pochette pour donner de la crédibilité à l'album. Elle est pourtant accusée de tenter de copier l'allure du groupe américain Blondie, alors très connu.[réf. nécessaire]

### Select(1982 - RAK Records)
Le premier single de cet album, Cambodia, sort en décembre 1981 et indique alors une nouvelle orientation sonore du clan Wilde. The Enid ne sont plus présents, tandis que les synthétiseurs et la musique électronique font leur entrée. À nouveau, les chansons sont écrites par Marty et Ricky Wilde, produites par Ricky Wilde.
Les textes sont aussi inspirés que sur le premier album : le second simple View From A Bridge et le morceau Wendy Sadd évoquent le suicide, Chaos At The Airport décrit une catastrophe aérienne et Ego une dispute violente lors d'une séparation (Stay away, get lost, get out of my life / Can't you see the changes now and at last I'm free). Musicalement, les années 1980 ont vraiment commencé : synthétiseurs et boîtes à rythmes dominent sur l'album. Une chanson rock à l'ancienne apparaît vers la fin de l'album : Can You Come Over, enregistrée chez les Wilde. La pochette est une photographie de Gered Mankowitz. À la rentrée 1982, sort le single inédit, aux sonorités mystérieuses, Child Come Away.
Ce deuxième album très attendu de Kim Wilde connaît un grand succès dans la plupart des charts européens, sans toutefois surpasser le succès du premier album.

### Catch as Catch Can(1983 - RAK Records)
La tournée européenne de Kim Wilde dure de novembre à décembre 1982. Elle est suivie d'un silence de six mois. Kim Wilde revient alors avec le single Love Blonde, une chanson de style jazz/swing, dont le texte ironise sur l'image de bombe blonde à laquelle des médias ont souvent associé Kim Wilde les années précédentes. C'est le seul morceau de ce type de l'album Catch As Catch Can qui reste dominé par la musique électronique comme c'était le cas sur l'album Select. Toutes les chansons sont une nouvelle fois écrites par Marty et Ricky Wilde, sauf le deuxième single Dancing In The Dark, écrit par Nicky Chinn et Paul Gurvitz. L'album est produit par Ricky Wilde.
Quelques chansons semblent raconter une histoire (House Of Salome, qui sort en single dans quelques pays, Sing It Out For Love) tandis que Dream Sequence est l'un des textes les plus fantaisistes de Marty Wilde, décrivant ce qui semble être une suite aléatoire d'images, référence à un monde féérique. La protagoniste de cette chanson s'appelle Roxane, sœur benjamine de Kim.
La photographie d'un bleu froid sur la pochette de l'album est de Sheila Rock. L'album souffre de critiques mitigées dans la presse et du manque de succès des singles. Même la nouvelle tournée accompagnant cet album n'empêche pas des ventes déclinantes.[réf. nécessaire]

### Teases and Dares(1984 - MCA)
C'est le premier album de Kim Wilde pour MCA, après qu'elle a quitté RAK Records, qui a publié ses trois premiers albums. L'album est produit par Ricky et Marty Wilde, qui y ont également signé la plupart des chansons. Cependant, on y trouve également deux chansons composées et écrites par Kim : Fit In et Shangri-la, aux textes très personnels, montrant une quête de liberté et de paix. Fit In est inspirée par l'anecdote de voisins de Kim frappant leur plafond alors qu'elle écoute un maxi-45 tours de Frankie Goes to Hollywood provoquant une expression de rébellion de la jeune chanteuse (I won't fit in, fit in), Shangri-la semble décrire la quête infinie d'un endroit meilleur (He's still looking for his Shangri-la / But he wouldn't know it / If it hit him in the face).
Au début, les simples extraits de l'album semblent confirmer le déclin des ventes des albums précédents, puisque The Second Time et The Touch ne rencontrent pas vraiment le succès. Malgré tout, The Second Time entre dans le Top 10 en Allemagne et est considéré là-bas comme le single marquant le grand retour de Kim Wilde. Vers la fin de 1984, Kim Wilde est élue pour la troisième fois « popstar féminine la plus populaire » par le magazine allemand Bravo, alors que Madonna se trouve nettement moins bien placée. Le troisième simple, Rage To Love (remixé par Dave Edmunds), est le premier de Kim Wilde en trois ans à entrer au Top 20 des simples. À ce moment, Kim a entamé sa troisième tournée européenne, jouant partout à guichets fermés.
Kim Wilde est « relookée » pour The Second Time par XL Design, passant d'une fille aux cheveux décolorés portant des vêtements élimés à une sorte de déesse de science-fiction inspirée de Barbarella, ce qui brouille son image auprès de certains fans, qui la voient toujours comme la fille de la porte d'à côté. La pochette de l'album est citée comme l'un des facteurs explicatifs des ventes médiocres, en cela qu'elle peut détourner des acheteurs. Kim Wilde revient alors à une image qui lui convient mieux pour les deux simples suivants. Pour la promo de Rage To Love, elle porte un blouson Teddy Boy de son père, assorti au thème rétro et rockabilly de la chanson.

### Another Step(1986 - MCA)
Le cinquième album de Kim Wilde propose douze titres (pour l'édition 33 tours) ou 13 titres (pour l'édition CD dont le 13e titre est Victim placé en 6e piste) et rassemble un panel hétéroclite d'auteurs/compositeurs. Another Step est un tournant artistique pour Kim Wilde, qui cosigne ici plus de la moitié des chansons, mais il n'en est pas de même au niveau commercial. La plupart des morceaux sont produits par Ricky Wilde, mais sur d'autres on note la participation de Reinhold Heil, Richard James Burgess, Rod Temperton, Dick Rudolph et Bruce Swedien.
La première moitié des chansons (la face A de l'édition originelle vinyle) est plutôt rythmée, tandis que l'ex-face B contient des ballades. Le premier morceau de l'album est une reprise du tube des Supremes, You Keep Me Hangin' On. Extrait en simple, il est no 1 aux États-Unis, au Canada, en Australie et fait presque aussi bien en Grande-Bretagne où il est no 2. Le deuxième simple est Another Step (Closer To You), un duo avec le chanteur de soul britannique Junior Giscombe. Il est le premier simple cosigné par Kim Wilde et atteint le Top 10. Le troisième et dernier simple, Say You Really Want Me, agite la controverse quand le vidéo clip est censuré dans les programmes pour jeunes : il montre Kim Wilde se contorsionner sur un lit avec plusieurs hommes torse nu et s'amusant avec un collier de perles. Malgré l'image lascive et la publicité l'accompagnant, cette chanson remixée pour l'occasion ne perce pas dans les charts et il n'y a pas d'autres simples extraits de l'album. À noter que dans certains pays comme la France, c'est School Girl qui est choisi comme 1er single.
Tous les morceaux d'Another Step marquent une prise de distance avec le son synthétique des albums précédents. Il y a plus de guitares sur beaucoup de chansons : The Thrill Of It et I've Got So Much Love ont une tonalité 'rock' marquée.
Une nouvelle édition de cet album est éditée quelques mois après la première, avec une nouvelle pochette et des morceaux supplémentaires, mais cela ne permet pas de relancer le disque. Kim Wilde confirme sa réputation d'artiste à singles avec cet album, puisque encore une fois les ventes de l'album sont décevantes malgré le très gros succès des chansons qui en sont extraites. Kim Wilde précise quelquefois que c'était probablement une erreur de sa part de ne pas avoir fait plus d'efforts pour percer le marché américain par des tournées après qu'elle y eut obtenu son premier numéro un.[réf. nécessaire]

### Close(1988 - MCA)
Produit par Ricky Wilde et Tony Swain, Close est le dernier album sur lequel Marty Wilde est crédité en tant que coauteur, et le premier sur lequel Kim Wilde en a beaucoup, puisqu'elle a ici coécrit huit des dix morceaux de l'album. Il est considéré comme son album le plus varié par les fans, les critiques et Kim Wilde elle-même. Chaque morceau possède sa propre ambiance, et beaucoup de genres de la musique pop sont représentés sur l'album : dance, ballades, rock et midtempo.
Cinq singles sont extraits de l'album : Hey Mister Heartache, le premier, comprend de nouveau des chœurs de Junior Giscombe, You Came, un hommage à Marty, premier enfant de Ricky et neveu de Kim Wilde, est le premier succès de ces cinq simples en combinant des paroles émouvantes et une mélodie très percutante, et reste la composition la plus forte de Kim Wilde. You Came manque de peu le Top 40 américain en culminant en 41e place au Billboard. Never Trust a Stranger est un retour en arrière aux anciennes chansons de Kim Wilde, parlant de trahison et d'abus, traité à grand renfort de guitares. Four Letter Word, la dernière chanson écrite par Marty et Ricky Wilde pour Kim Wilde, est une ballade sur un amour perdu, et Love In The Natural Way est une ballade pop. Parmi les autres morceaux, Stone, est une chanson dynamique accusant les leaders mondiaux de ne rien faire pour traiter les problèmes environnementaux auxquels la planète fait face, Lucky Guy est une reprise de Todd Rundgren, et European Soul est une chanson sur le peintre Marc Chagall. Sorti pendant l'été 1988, l'album reste dans les « charts » britanniques pendant 38 semaines, aidé en cela par le fait que Kim Wilde assure la première partie de la tournée européenne de Michael Jackson, le Bad World Tour. Il atteint également le Top 10 de presque tous les pays scandinaves, l'Autriche et l'Allemagne et ses ventes dépassent les 2 millions d'exemplaires.

### Love Moves(1990 - MCA)
Love Moves contient six chansons écrites par Ricky et Kim Wilde et quatre autres par Kim Wilde et Tony Swain. Le tout est produit par Ricky Wilde. La promotion du premier album de Kim Wilde des années 1990 commence avec la sortie du simple It's Here au printemps 1990, une chanson mélodieuse, légère et rythmée avec des guitares espagnoles au goût estival, où Kim décrit sa quête d'un endroit à elle dans un monde livré à la compétition.
Cet album vise à retrouver le succès de l'album Close, mais ce n'est pas le cas. Des critiques dénigrent le genre pop excessivement classique de l'album et l'utilisation des mêmes arrangements sur tout l'album.[réf. nécessaire] C'est le premier projet de Kim Wilde qui n'atteint aucun Top 40 en Grande-Bretagne (Time, le second simple, est le plus mal classé des simples de toute sa carrière). Pourtant, cinq singles sont sortis dans toute l'Europe et seul Can't Get Enough, pourtant jugé par certains comme médiocre et souffrant d'une vidéo montrant une Kim Wilde beaucoup moins sexy que dans l'album précédent[réf. nécessaire], reçoit un peu d'écho et reste un peu dans les classements français. La chanteuse déclare dans plusieurs interviews récentes que cet album correspond à un moment assez dépressif de sa vie, mais qu'il reste l'un de ses préférés.[réf. nécessaire]

### Love Is(1992 - MCA)
Pour son huitième album, Kim Wilde s'adjoint les talents de Rick Nowels, compositeur qui a déjà travaillé avec Belinda Carlisle parmi d'autres. Trois des onze chansons sont produites par Nowels, tandis que les autres sont produites par Ricky Wilde. La majorité des morceaux de cet album est coécrite par Kim Wilde. Elle a fait une longue introspection, conduisant à la chanson Who Do You Think You Are?, dans laquelle elle analyse son comportement tout au long de sa carrière. Il y a plus de chansons d'amour sur cet album qu'il n'y en a jamais eu sur aucun autre précédent, des titres tels que Touched by your magic et Heart Over Mind sont représentatifs des thèmes abordés par les paroles.
Nowels apporte Love Is Holy, une chanson qui touche Kim Wilde dès qu'elle l'entend en studio et qui devient le premier simple à entrer dans le Top 20 britannique en près de quatre ans. Les deux simples suivants ne font pas aussi bien, l'ensemble étant bien accueilli par les critiques, mais des similitudes avec Belinda Carlisle dans quelques chansons sont évoquées. Le reste de l'album est plus en phase avec le son Kim Wilde : des riffs de guitare sur des synthés.

### Now & Forever(1995 - MCA)
Contrairement aux cinq premiers albums, les trois derniers étaient à peu près tous dans le même style ; Kim Wilde décide donc qu'il est temps de varier ses inspirations. Elle choisit de faire un album avec un style affirmé soul et R&B. C'est toujours Ricky Wilde qui produit l'album, mais ici avec le renfort de CJ Mackintosh pour quatre titres et de Serious Rope pour les sept autres. L'intérêt que Kim Wilde porte à des artistes tels que Chaka Khan et Pebbles influence l'album.
Après le titre dance évident en ouverture Breakin' Away, l'album propose des chansons R&B comme C'mon Love Me, You're All I Wanna Do and Where Do You Go From Here. L'album se démarquant du son Wilde familier ne plaît pas aux fans et au public comme les albums précédents. C'est le premier album à ne pas percer dans les « charts » au Royaume-Uni, tandis que Radio one refuse de programmer le single Breakin' Away.
Sur le plan de l'écriture, les chansons sont soit très joyeuses (Sweet Inspiration, Heaven, High on you), soit dépressives (Now & Forever, Hold On). Deux singles sortent au Royaume-Uni, le deuxième étant This I Swear. La face B, Heaven, est remixée deux fois (dont une fois par Matt Darey) et aide aux ventes, mais en dépit du beau parcours de cette chanson dans les « charts » propres aux clubs, le Top 40 reste fermé : This I Swear ne se classant qu'en 46e position au début 1996.
C'est fut le dernier album de Kim avant qu'elle ne commence à travailler sur la comédie musicale Tommy, quand sa carrière pop bat de l'aile. Pendant les douze mois que dure le spectacle, Kim remixe et publie une version de la chanson disco Shame, enregistrée lors des sessions de Now and Forever, sans être incluse dans l'album. La sortie et la promo sont un échec, et le single n'entre même pas dans le Top 75.

### Never Say Never(2006 - EMI)
Après une longue période de négociations, Kim Wilde signe avec la division allemande d'EMI, fin 2005. L'album Never Say Never se classe dans de nombreux pays, dont la France (meilleur classement : 22e), l'Allemagne, l'Autriche (22e), la Suisse (11e), les Pays-Bas (32e), la Finlande (30e) et la Belgique.
Le deuxième single est Perfect Girl (en novembre 2006), d'après un choix fait par des fans sur le site web officiel de Kim Wilde. Ce single ne rencontre finalement pas l'adhésion du public (présence uniquement dans les « charts » belge et allemand).
Deux autres extraits sont tirés de l'album : Together we belong (un titre rock assez réussi, avec une version française de You came intitulée Tu me vas si bien) et Baby obey me, un titre reggae remixé par Ill Inspecta.

### Come Out And Play(2010 - Sony Music Germany)
Au début de 2010, le site officiel de Kim Wilde annonce que cette dernière vient de signer un nouveau contrat d'enregistrement avec la compagnie Starwatch Music et qu'un nouvel album est prévu pour l'été.
Le 1er juillet 2010, le premier single extrait de l'album est diffusé en exclusivité sur la radio allemande Radio Hamburg. La chanson, Lights down low signe un retour aux racines rock de Kim Wilde. L'album Come out and Play est sorti en Allemagne, en Autriche, en Suisse et en Grèce, se classant respectivement en 10e (premier top 10, 22 ans après l'album Close), 24e, 9e et 21e place. L'album sort en France le 28 février 2011, se classant en 103e place en première semaine dans le top albums français (moins de 1 000 ventes). Un classement décevant mais prévisible du fait d'un faible investissement promotionnel de la maison de disques (pour l'album précédent, Never Say Never, les investissements publicitaires en France, dont les spots télés, avaient fait grimper les ventes à la 22e position) et d'un préachat fait dès le mois d'août 2010 (mois de sortie de l'album en Allemagne) par l'ensemble des fans français. Afin de redresser la chute et à la suite du succès du concert du 18 mars 2011 (joué à guichet fermé), Sony décide de sortir une version « Deluxe » uniquement en version numérique.

### Snapshots(2011 - Columbia SevenOne)
Peu inspiré et produit à la demande d'une maison de disque allemande, Snapshots est le douzième album de Kim Wilde et son premier album de reprises. Sorti en Allemagne le 26 août 2011 chez Columbia SevenOne, il est composé de reprises des cinq dernières décennies. Également sorti en Suisse, au Danemark et au Royaume-Uni (uniquement en version numérique, à compter du 28 novembre 2011), l'album est précédé par la sortie, le 19 août 2011, d'un double single composé de It's Alright de East 17 et Sleeping Satellite de Tasmin Archer. Sur cet album figure également un duo avec son mari Hal Fowler (Kooks de David Bowie). Les deux autres singles tirés de l'album sont To France de Mike Oldfield et Ever Fallen in Love (With Someone You Shouldn't've) de Buzzcocks qui inclut l'inédit Spirit in the Sky de Norman Greenbaum. Ils sont uniquement sortis en version numérique et n'ont pas été classés dans les « charts ».
La version numérique de l'album disponible sur iTunes Store propose en bonus le titre I'll Stand by You des Pretenders ainsi que les clips vidéos de It's Alright et Sleeping Satellite. Un autre titre bonus est proposé sur l'édition exclusive de l'album vendue dans les magasins Saturn : Forever Young du groupe allemand Alphaville.

### Wilde Winter Songbook(2013 - WildeFlower Records)
Wilde Winter Songbook est le treizième album de Kim Wilde. Il comprend douze chansons : quatre chants classiques de Noël, anglais et américains, deux reprises et six titres originaux, dont un écrit avec son mari, Hal Fowler. Le premier clip White winter hymnal, tourné dans la maison de la chanteuse, entourée pour l'occasion de son père Marty, son frère Ricky, et sa nièce Scarlett, donne le ton d'un album de fêtes, joyeux et familial. Le titre Rockin'Around The Christmas Tree fait écho au duo de Kim Wilde avec le comédien Mel Smith de 1987. Avec son clip, la chanteuse fait preuve d'auto-dérision, en faisant une allusion directe à un événement de l'hiver 2012. Après sa participation à la « MagicFM Christmas Party », Kim Wilde rentre chez elle en train, des faux bois de rênes sur la tête. Légèrement éméchée, elle entonne à tue-tête Rockin'Around a Xmas Tree et Kids in America, Ricky à la guitare, devant les passagers émerveillés, hilares, abasourdis ou indifférents. L'album est réédité avec des titres bonus durant l'hiver 2015.

### Here Come the Aliens(2018 - EarMusic)
14e album de Kim Wilde, Here Come the Aliens marque un retour à un son pop plus direct. Enregistré aux studios Dog House de Manchester et remixé au sein des studios RAK de Londres, l'album marque également le retour du producteur britannique Sean J. Vincent et de Ricky Wilde. Composé de 12 titres, le présent album oscille entre divers styles. L'album se classe 10e des ventes en Suisse (4 semaines), 11e en Allemagne (3 semaines), 34e en Autriche (1 semaine), 68e en France (1 semaine), 74e aux Pays-Bas (1 semaine), 48e en Flandre (4 semaines), 93e en Wallonie (4 semaines) et 21e (2 semaines) au Royaume-Uni, où plus aucun album n'avait été classé depuis 1993.

### Aliens Live(2019 - Verycords)

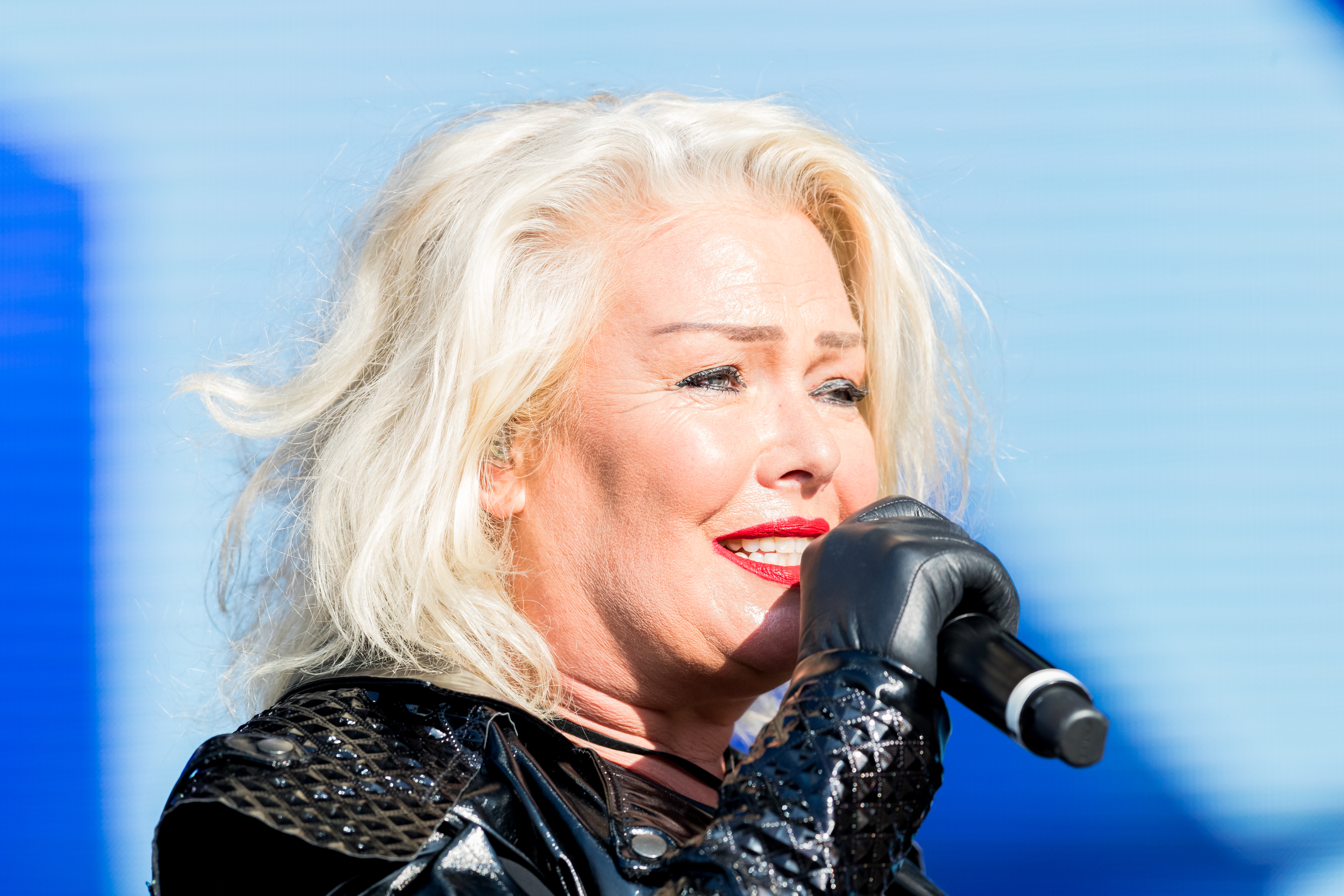
Kim Wilde en Live en 2019

Enregistré à la suite de la tournée européenne Here Come the Aliens Tour (2018-2019), comprenant deux dates en France (Paris et Toulon), cet album est le 15e de Kim Wilde et également son tout premier album live. Composé de 19 titres, il englobe des enregistrements en concert de morceaux pour la plupart issus de l'album Here Come the Aliens (Stereo Shot, Kandy Krush, Birthday, 1969, Pop don't Stop) et de morceaux plus anciens (Water on Glass, You Came, Kids in America, View from a Bridge). Le classement dans les charts de l'album Aliens Live est le suivant : 43e des ventes en Suisse (1 semaine), 40e en Allemagne (1 semaine), 121e en France (1 semaine), 131e en Flandre (1 semaine) et 76e en Wallonie (2 semaines).

## Discographie

### Albums studio
- Kim Wilde au Festival de Trélazé 20221981 : Kim Wilde (RAK Records)
- 1982 : Select (RAK Records)

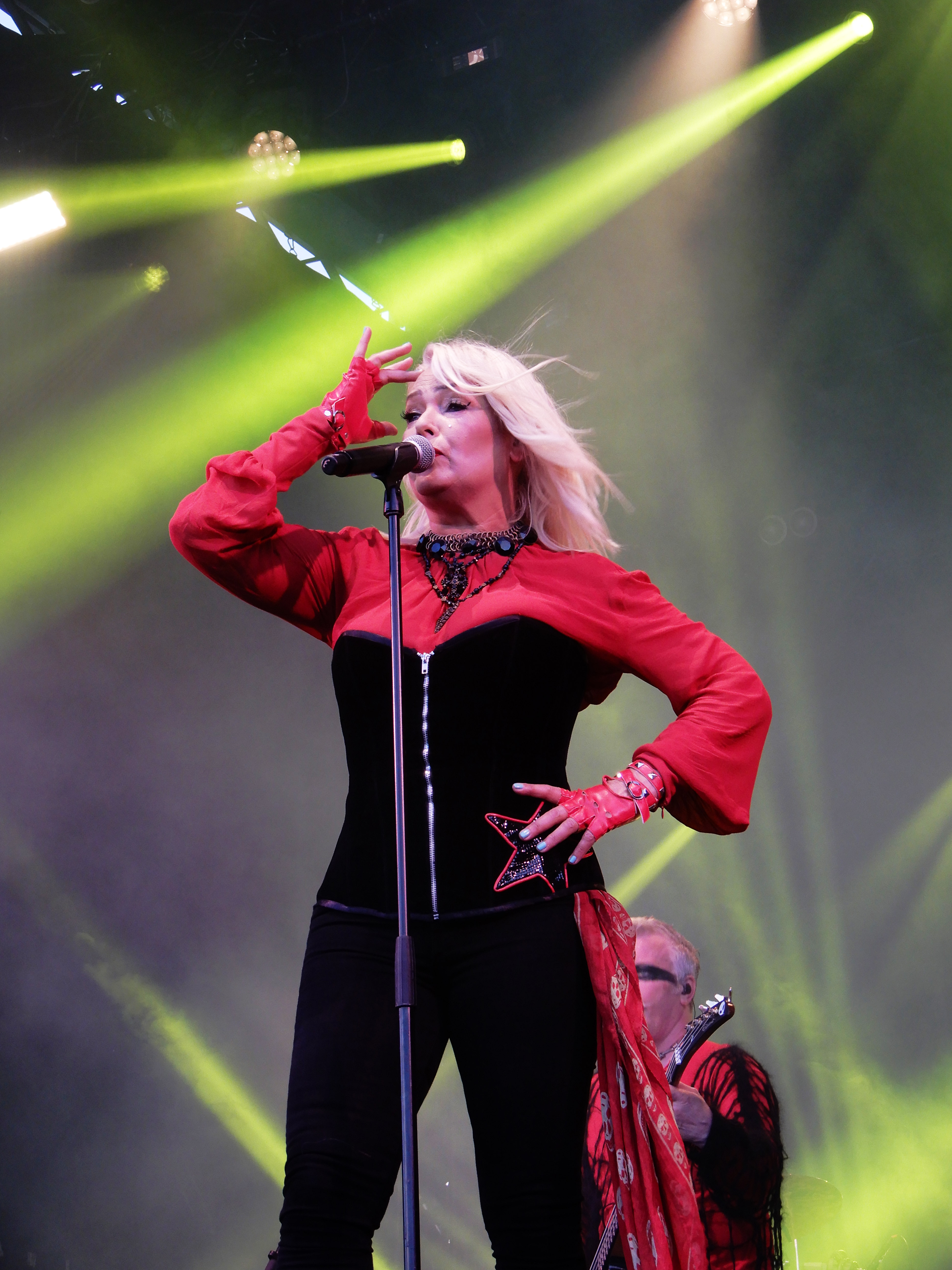
Kim Wilde au Festival de Trélazé 2022

- 1983 : Catch As Catch Can (RAK Records)
- 1984 : Teases and Dares (MCA Records)
- 1986 : Another Step (MCA Records)
- 1988 : Close (MCA Records)
- 1990 : Love Moves (MCA Records)
- 1992 : Love Is (MCA Records)
- 1995 : Now and Forever (MCA Records)
- 2006 : Never Say Never (EMI)
- 2010 : Come Out and Play (Sony Music)
- 2011 : Snapshots
- 2013 : Wilde Winter Songbook (Wildeflower Records) + Expanded Edition en 2015
- 2018 : Here Come the Aliens (Earmusic)
- 2025 : Closer (Cherry Red Records)

### Compilations sélectives / Rééditions / Live
- 1984 : The Very Best of Kim Wilde[12] (Compilation RAK Records - 16 titres)
- 1993 : The Singles Collection 1981-1993[13] (17 titres)
- 1996 : The Singles Collection [14](19 titres)
- 2001 : The Very Best of Kim Wilde[15] (Compilation Parlophone - 18 titres)
- 2019 : Aliens Live (Earmusic) (1er album Live de sa carrière)
- 2020 : Kim Wilde (Réédition Deluxe : 2CD inclus album original remasterisé, 16 titres bonus dont faces B, remixes, instrumentaux, versions alternatives + 1DVD : 8 vidéo-clips)
- 2020 : Select (Réédition Deluxe : 2CD inclus album original remasterisé, 21 titres bonus dont faces B, remixes, instrumentaux, versions alternatives + 1DVD : 6 vidéo-clips)
- 2020 : Catch As Catch Can (Réédition Deluxe : 2CD inclus album original remasterisé, 26 titres bonus dont faces B, remixes, instrumentaux, versions alternatives + 1DVD : 8 vidéo-clips/publicité promotionnelle)
- 2021 : Pop Don’t Stop: Greatest Hits
- 2024 : Love Blonde: The RAK Years (Coffret 4CD : les 3 premiers albums remasterisés avec leurs titres bonus + 1 album Special Disco Mixes)

### 45 Tours & CD Singles
Légende :
Classement :
- En fond jaune : meilleur classement dans le Top 10.
- En fond vert : classement dans les 50 meilleures ventes.

Titres :
- En fond bleu azurin : compilations de Kim Wilde
- En fond jaune de Naples : sorties en CD Singles dans les différents albums autres que les siens, tels que ceux de Nena, DJ BoBo, B.E.F. et Fibes, Oh Fibes!.

#### Années 1980
| Année | Face A                                             | CLASSEMENT | CLASSEMENT | CLASSEMENT | CLASSEMENT | Albums             |
| Année | Face A                                             | FR,        | UK         | US pop     | GER        | Albums             |
| ----- | -------------------------------------------------- | ---------- | ---------- | ---------- | ---------- | ------------------ |
| 1981  | Kids in America                                    | 3          | 2          | 25         | 5          | Kim Wilde          |
| 1981  | Chequered Love                                     | 8          | 4          | —          | 2          | Kim Wilde          |
| 1981  | Water on Glass                                     | —          | 11         | —          | 8          | Kim Wilde          |
| 1981  | Cambodia                                           | 1          | 12         | —          | 2          | Select             |
| 1982  | View from a Bridge                                 | 10         | 16         | —          | 6          | Select             |
| 1982  | Child Come Away                                    | 19         | 43         | —          | 36         | 45 Tours seulement |
| 1983  | Love Blonde                                        | 18         | 23         | —          | 26         | Catch As Catch Can |
| 1983  | Dancing in the Dark                                | —          | 67         | —          | 26         | Catch As Catch Can |
| 1984  | House of Salome                                    | —          | —          | —          | —          | Catch As Catch Can |
| 1984  | The Second Time                                    | —          | 29         | 65         | 9          | Teases and Dares   |
| 1984  | The Touch                                          | —          | 56         | —          | 29         | Teases and Dares   |
| 1985  | Rage to Love                                       | —          | 19         | —          | 45         | Teases and Dares   |
| 1985  | Les nuits sans Kim Wilde (avec Laurent Voulzy)     | 10         | —          | —          | —          | 45 Tours seulement |
| 1986  | Schoolgirl                                         | —          | —          | —          | 38         | Another Step       |
| 1986  | You Keep Me Hangin' On                             | 19         | 2          | 1          | 8          | Another Step       |
| 1987  | Another Step (Closer to You) (avec Junior)         | 41         | 6          | —          | 11         | Another Step       |
| 1987  | Say You Really Want Me                             | —          | 29         | 44         | —          | Another Step       |
| 1987  | Rockin' Around the Christmas Tree (avec Mel Smith) | —          | 3          | —          | —          | 45 Tours seulement |
| 1988  | Hey Mister Heartache                               | —          | 31         | —          | 13         | Close              |
| 1988  | You Came                                           | 5          | 3          | 41         | 5          | Close              |
| 1988  | Never Trust a Stranger                             | 20         | 7          | —          | 11         | Close              |
| 1988  | Four Letter Word                                   | 25         | 6          | —          | 27         | Close              |
| 1989  | Love in the Natural Way                            | 18         | 32         | —          | 17         | Close              |

#### Années 1990
| Année | Face A ou Titre Principal       | CLASSEMENT | CLASSEMENT | CLASSEMENT | CLASSEMENT | Album                            |
| Année | Face A ou Titre Principal       | FR,        | UK         | BEL        | GER        | Album                            |
| ----- | ------------------------------- | ---------- | ---------- | ---------- | ---------- | -------------------------------- |
| 1990  | It's Here                       | 19         | 42         | 23         | 21         | Love Moves                       |
| 1990  | Time                            | 15         | 71         | 34         | —          | Love Moves                       |
| 1990  | Can't Get Enough (Of Your Love) | 21         | —          | 26         | 58         | Love Moves                       |
| 1990  | World in Perfect Harmony        | —          | —          | —          | 65         | Love Moves                       |
| 1990  | I Can't Say Goodbye             | 46         | 51         | 34         | —          | Love Moves                       |
| 1992  | Love Is Holy                    | 40         | 16         | 20         | 42         | Love Is                          |
| 1992  | Heart Over Mind                 | —          | 34         | —          | 60         | Love Is                          |
| 1992  | Who Do You Think You Are?       | —          | 49         | —          | 58         | Love Is                          |
| 1992  | Million Miles Away              | —          | —          | 24         | —          | Love Is                          |
| 1993  | If I Can't Have You             | —          | 12         | 7          | 51         | The Singles Collection 1981-1993 |
| 1993  | In My Life                      | —          | 54         | —          | 78         | The Singles Collection 1981-1993 |
| 1994  | Kids in America 1994            | —          | —          | —          | —          | The Remix Collection             |
| 1995  | Breakin' Away                   | —          | 43         | 38         | 79         | Now and Forever                  |
| 1996  | This I Swear                    | —          | 46         | 90         | 91         | Now and Forever                  |
| 1996  | Shame                           | —          | 79         | 57         | 69         | CD Single seulement              |

#### Depuis 2000
| Année | Titre Principal CD Single                    | CLASSEMENT | CLASSEMENT | CLASSEMENT | CLASSEMENT | Album                                           |
| Année | Titre Principal CD Single                    | FR         | UK         | BEL        | GER        | Album                                           |
| ----- | -------------------------------------------- | ---------- | ---------- | ---------- | ---------- | ----------------------------------------------- |
| 2001  | Loved                                        | —          | —          | 3          | 55         | The Very Best of Kim Wilde                      |
| 2002  | Born to Be Wilde                             | —          | —          | —          | 84         | CD Single seulement                             |
| 2003  | Anyplace, Anywhere, Anytime (avec Nena)      | —          | —          | 2          | 3          | Nena feat. Nena                                 |
| 2006  | Friday Night Kids (avec Major Boys)          | —          | —          | —          | —          | CD Single seulement                             |
| 2006  | You Came 2006                                | —          | —          | 21         | 20         | Never Say Never                                 |
| 2006  | Perfect Girl                                 | —          | —          | 16         | 25         | Never Say Never                                 |
| 2007  | Together We Belong                           | —          | —          | 91         | 71         | Never Say Never                                 |
| 2007  | Baby Obey Me (feat. Ill Inspecta)            | —          | —          | —          | 78         | Never Say Never                                 |
| 2009  | Run to You (avec Fibes, Oh Fibes!)           | —          | —          | —          | —          | 1987                                            |
| 2010  | Lights Down Low                              | —          | —          | 36         | 34         | Come Out and Play                               |
| 2010  | Real Life                                    | —          | —          | 44         | 56         | Come Out and Play                               |
| 2011  | It's Alright                                 | —          | —          | 59         | 43         | Snapshots                                       |
| 2011  | Sleeping Satellite                           | —          | —          | 83         | 43         | Snapshots                                       |
| 2011  | To France                                    | —          | —          | 76         | 89         | Snapshots                                       |
| 2012  | Even Fallen in Love                          | —          | —          | —          | —          | Snapshots                                       |
| 2012  | A Beautiful House (avec Reflekt)             | —          | —          | —          | —          | CD Single seulement                             |
| 2013  | Every Time I See You I Go Wild (avec B.E.F.) | —          | —          | —          | —          | Music of Quality and Distinction, Vol. 3 : Dark |
| 2013  | I Believe (avec DJ BoBo)                     | —          | —          | —          | —          | Reloaded                                        |

### Collaborations
- Le chanteur français Laurent Voulzy, fasciné par le personnage de Kim Wilde, a sorti en 1985 le titre Les Nuits sans Kim Wilde. Après l'avoir entendu, Kim Wilde a accepté d'y ajouter quelques phrases parlées : « Laurent, il est l'heure de dormir maintenant... Enlève tes lunettes... Play it again, Laurent... »
- Kim Wilde a enregistré en 1987 le titre Rockin' Around The Xmas Tree avec le comédien anglais Mel Smith dans le cadre du Red Nose Day Comic Relief.
- Kim Wilde a enregistré en 2001 le titre If There Was Love avec le chanteur anglais du groupe Worlds Apart Nathan Moore (en).
- Kim Wilde a enregistré en 2003 le titre Anyplace, Anywhere, Anytime avec la chanteuse allemande Nena.
- Kim Wilde a enregistré en 2009 le titre  Run To You avec le groupe suédois Fibes oh Fibes!
- Kim Wilde a enregistré en 2012 le titre  A Beautiful House avec le groupe anglais Reflekt.
- Kim Wilde a enregistré en 2013 le titre  I Believe avec le DJ suisse allemand DJ Bobo.
- Kim Wilde a enregistré en 2013 le titre  Superstars avec le chanteur belge Born Crain.
- Kim Wilde a enregistré en 2013 le titre  Every Time I See You I Go Wild avec le collectif anglais B.E.F.
- Kim Wilde a enregistré en 2014 le titre  Las Cartas avec le groupe français Chico and the Gypsies.
- Kim Wilde a enregistré en 2018 le titre Dream Lover, réponse au titre Les Nuits sans Kim Wilde de Laurent Voulzy, en collaboration avec ce dernier.

## Tournées
- Debut Tour 1982
- Catch Tour 1983
- Rage to Rock Tour 1985
- Another Step Tour 1986
- Hits Tour 1994
- Perfect Girl Tour 2007
- Kim Wilde Live 2009
- Come Out and Play Tour 2011
- Snapshots and Greatest Hits Tour 2012
- Here Come the Aliens Tour 2018-2019

## Publications
- Jardiner avec les enfants, Broquet Éditions
- Mon premier jardin, Ouest-France Éditions